# Hohenfels (Konstanzi járás)
Hohenfels település Németországban, azon belül Baden-Württembergben. Lakosainak száma 2112 fő (2023. december 31.).

## Népesség
A település népessége az elmúlt években az alábbi módon változott:
| Lakosok száma | 1221 | 1294 | 1341 | 1557 | 1617 | 1864 | 1864 | 1990 | 1959 | 2112 |
|               | 1961 | 1967 | 1974 | 1980 | 1987 | 1993 | 2000 | 2006 | 2013 | 2023 |